# Frederic Eugene Ives
Pour les articles homonymes, voir Ives.
Frederic Eugene Ives (né le 17 février 1856 à Litchfield, Connecticut, mort le 27 mai 1937 à Philadelphie, Pennsylvanie) est un inventeur et photographe américain.

## Biographie
De 1874 à 1878, il est chargé du laboratoire de photographie à l'Université Cornell. Il déménage ensuite à Philadelphie, où il devient en 1885 cofondateur de la Photographic Society of Philadelphia. 
Son fils Herbert Eugene Ives est un pionnier de la télévision et téléphotographie, incluant le color facsimile.

## Travaux

### Photographie couleur
Ives est un pionnier dans le domaine de la photographie couleur. Il fait une démonstration du premier système photographique en couleur naturelle en 1885 à l'Exposition Novelties à l'Institut Franklin de Philadelphie. Il développe ensuite le Kromskop, un système de photographie couleur, commercialisable en Angleterre à la fin 1897, et aux États-Unis l'année suivante.
Trois photographies en noir et blanc d'un même sujet étaient prises avec des filtres ajustés, successivement rouge, vert et bleu. Cette méthode d'enregistrement photographique fut d'abord proposée par James Clerk Maxwell en 1855, et mal réalisée en 1861, d'où son oubli avant d'être réinventée indépendamment par d'autres.
Les diapositives transparentes des trois images vues dans l'Ives' Kromskop (généralement appelé chromoscope ou photochromoscope), qui utilise des filtres rouge, vert et bleu, et des réflecteurs transparents, sont visuellement combinées en une seule image multicolore. Des visionneurs Kromskop monoculaires et stéréoscopiques ont été réalisés. Des ensembles d'images préparées, appelés Kromograms, ont été vendus. Parfois, un projecteur Kromskop "triple lanterne" pouvait être utilisé pour illuminer chaque image avec la lumière de la bonne couleur et parfaitement les superposer pour projeter l'image sur un écran.
Des appareils spéciaux et accessoires ont été vendus sous le nom de Kromskopists pour ceux qui voulaient créer leurs propres Kromograms.
La qualité de la couleur était très bonne, mais ce système ne fut pas une réussite commerciale. Sa vente fut arrêtée en 1907 après l'arrivée du processus autochrome, qui était plus simple d'utilisation et ne nécessitait aucun équipement spécial.
En 2009, quelques images de Kromogram de San Francisco faites par Ives six mois après le tremblement de terre et incendie de 1906 ont été découvertes en cataloguant une collection de Kromograms au National Museum of American History,. On pense qu'il s'agit des seules images en couleur naturelle montrant les dégâts subis, ainsi que les premières photographies couleur de San Francisco.

### Photographie stéréoscopique
En 1903, Ives crée le stéréogramme à parallaxe, premier appareil auto-stéréoscopique 3D "sans verres". Une image composée consistant en de fines lamelles verticales d'une paire d'images stéréoscopiques fut vue en 3D lorsqu'on la regardait au travers d'une grille fine aux espacements correctement ajustés, ce qu'on appelle désormais barrière parallaxe. La grille permettait à chaque œil de ne voir que les lamelles prévues pour chacun. 
Ives fut le premier à présenter une telle image en 1901, seize années après avoir travaillé sur les écrans linéaires pour le processus demi-ton. En 1904, Auguste Berthier réclama le crédit de la première publication de ce concept. Il l'avait inclus à la fin d'un article sur les images stéréoscopiques grand format, paru en 1896.
La méthode de la barrière parallaxe est toujours utilisée dans certains appareils vidéo 3D, comme la Nintendo 3DS.

## Récompenses
- 1893 : médaille Elliott Cresson du Franklin Institute
- 1903 : médaille Edward Longstreth[8]
- 1887, 1890, 1904 et 1906 : médaille John Scott

## Hommages
- La médaille Frederic Ives, plus haute récompense de l'Optical Society of America, qui récompense des scientifiques pour leurs avancées et découvertes dans le domaine de l'optique, a été nommée en son honneur.